# گلنار (مرسین)
گلنار (به ترکی استانبولی: Gülnar) یک منطقهٔ مسکونی در ترکیه است که در استان مرسین واقع شده‌است. گلنار ۱٬۰۰۰ متر بالاتر از سطح دریا واقع شده‌است.